# Bellano
Bellano – miejscowość i gmina we Włoszech, w regionie Lombardia, w prowincji Lecco.
Według danych na rok 2004 gminę zamieszkiwały 3332 osoby, 302,9 os./km².